# Juan Maya "Marote"
Juan Santiago Maya el "Marote"  (Granada, 1936 – 2002) was een Spaanse flamencogitarist van zigeuner-afkomst.   

## Biografie
Juan Santiago Maya "Marote" was een neef en discipel van Juan Fajardo en maakte deel uit van de Marote-dynastie. Er waren drie gitaarspelende broers, waarvan Pepe Maya "Marotillo" de bekendste is.
Juan Santiago Maya "Marote" trad in de jaren 50, 60 en 70 van de 20e eeuw veel op, onder andere in cafés en op internationale festivals. Verder begeleidde hij veel balletten. Marote woonde vanaf zijn achttiende jaar in Madrid, van waaruit hij de wereld bereisde. Hij vertegenwoordigde Spanje tijdens de Wereldtentoonstelling van 1964 in New York. Hij maakte deel uit van vele cuadros (= groep die de zanger begeleiden bestaande uit palmeros (ritme 'klappers') en gitarist(en), onder andere bij Rafael Farina, Carmen Amaya, Antonio Gades, Bambino, El Chocolate, La Paquera, en vele anderen. 

### Juan Maya "Marote" en detoque de Graná
Er zijn twee specifieke stijlen verbonden aan het gitaarspel van een flamencogitarist uit Granada. De eerste is de gitano-stijl, mondeling overgegeven van vader op zoon. Deze stijl is verbonden met de festiviteiten van de zigeuners van de Sacromonte, en toegespitst op de begeleiding van cantes (zang) en bailes (dansen). Hiervan is de Habichuela-dynastie de meest representatieve familie. De andere stijl is de concertstijl, die een weg bewandelt tussen de klassieke Andalusische gitaar en de flamenco.  Bekende representanten hiervan waren Manuel Cano, zijn zoon José Manuel Cano en Miguel Ochando.
Marote behoorde tot de eerste groep. Hij speelde met de flow ("aire") die de Granadijnse gitano-stijl kenmerkt, herkenbaar aan frequent gebruik van de rasgueado en een stevig ritme. Dit komt vooral tot uiting bij de lawaaierige zambras van de Sacromonte, en verder in de uitbundige manier van dansen. 
De kwaliteit en de ritmische golpes (tikken op gitaarblad) van het spel tijdens de baile, het aspect dat Marote het meest cultiveerde, kan men beluisteren op de vele opnamen waarbij hij als begeleider aanwezig was. Vooral de opnamen waar hij de zusters  Fernanda en Bernarda de Utrera begeleidde zijn bijzonder.
Marote was bekend om de variaties van zijn beroemde falsetas die tegenwoordig op papier gezet zijn.